# 隆背大眼蟹
隆背大眼蟹（学名：Macrophthalmus convexus）为沙蟹科大眼蟹属的动物。分布于日本、太平洋诸岛、印度尼西亚、澳大利亚、马来亚、印度、台湾岛以及中国大陆的广东、海南岛等地，生活环境为海水，一般栖息于内海的沿岸或河口处的泥滩或泥沙滩上。